# Hermann Kilian
Hermann Friedrich Kilian, född 5 februari 1800 i Leipzig, död 7 augusti 1863 i Bad Liebenstein, var en tysk läkare.
Kilian var professor i gynekologi vid Bonns universitet. Han gjorde sig känd genom sina undersökningar över benvävsuppmjukning (osteomalaci) och de av denna och andra orsaker framkallade missbildningarna hos det kvinnliga bäckenet. Han författade flera arbeten i gynekologi.